# فهرست استانداران مرکزی
این فهرست اسامی استانداران استان مرکزی، (از سال تشکیل استان در سال ۱۳۵۶ تاکنون) می‌باشد.

## فهرست
| نام                          | تاریخ انتصاب | محل تولد | سال تولد | دوره ریاست جمهوری یا نخست‌وزیری |
| ---------------------------- | ------------ | -------- | -------- | ------------------------------ |
| حسین اخوان ملایری            | ۵۷/۱۲/۱۵     | اراک     | -        | مهدی بازرگان                   |
| ؟ (سرپرست)                   | ۵۸/۰۵/۰۶     | -        | -        | مهدی بازرگان                   |
| امیرعباس آقائی(استاد)        | ۵۸/۶/۱۴      | اراک     | -        | مهدی بازرگان                   |
| نصرت‌الله گرجی                | ۵۸/۱۰/۳      | -        | -        | هیئت دولت موقت شورای انقلاب    |
| محمدعلی خواجه پیری           | ۵۹/۱۲/۲۰     | تهران    | -        | سید ابوالحسن بنی‌صدر            |
| محمدکاظم سیفیان              | ۶۰/۲/۱۷      | تهران    | ۱۳۱۴     | سید ابوالحسن بنی‌صدر            |
| محمدعلی خواجه پیری           | ۶۰/۸/۹       | تهران    | -        | سید علی خامنه‌ای                |
| محمدصالح مدرسه‌ای             | ۶۵/۱۲/۱۱     | همدان    | -        | سید علی خامنه‌ای                |
| سید حمید طهایی               | ۶۵/۱۲/۱۵     | همدان    | ۱۳۳۱     | سید علی خامنه‌ای                |
| سید مسیح مومنی               | ۶۸/۱۰/۱۸     | اصفهان   | -        | علی‌اکبر هاشمی رفسنجانی         |
| سید محمدحسن موسوی            | ۷۱/۶/۱       | همدان    | -        | علی‌اکبر هاشمی رفسنجانی         |
| مسعود سلطانی‌فر               | ۷۱/۹/۱       | تهران    | ۱۳۳۸     | علی‌اکبر هاشمی رفسنجانی         |
| علی دانش منفرد               | ۷۵/۵/۲۰      | آشتیان   | ۱۳۲۰     | علی‌اکبر هاشمی رفسنجانی         |
| حمید حاجی عبدالوهاب          | ۷۶/۸/۲۲      | تهران    | ۱۳۳۰     | سید محمد خاتمی                 |
| علی جابریان همدانی           | ۸۰/۸/۲۳      | همدان    | ۱۳۳۵     | سید محمد خاتمی                 |
| عبدالمحمد زاهدی              | ۸۲/۵/۲۲      | بروجرد   | ۱۳۲۸     | سید محمد خاتمی                 |
| رضا روحانی طباطبایی (سرپرست) | ۸۴/۵/۱۰      | اردستان  | -        | سید محمد خاتمی                 |
| عبدالله سهرابی               | ۸۴/۷/۱۸      | ساوه     | ۱۳۳۸     | محمود احمدی‌نژاد                |
| علی‌اکبر شعبانی‌فرد جهرمی      | ۸۷/۴/۲۳      | جهرم     | ۱۳۳۷     | محمود احمدی‌نژاد                |
| محمدحسین مقیمی               | ۹۲/۷/۱۴      | خمین     | ۱۳۲۹     | حسن روحانی                     |
| شکرالله حسن‌بیگی (سرپرست)     | ۹۳/۱۰/۳۰     | اراک     | -        | حسن روحانی                     |
| محمود زمانی قمی              | ۹۴/۲/۱۶      | قم       | ۱۳۳۸     | حسن روحانی                     |
| سید علی آقازاده              | ۹۶/۷/۱۹      | تهران    | ۱۳۳۸     | حسن روحانی                     |
| فرزاد مخلص‌الائمه             | ۱۴۰۰/۸/۱۲    | اراک     | ۱۳۵۱     | سید ابراهیم رئیسی              |
| مهدی زندیه وکیلی             | ۱۴۰۳/۸/۱۳    | اراک     | ۱۳۵۴     | مسعود پزشکیان                  |